# Boyatt Wood
Boyatt Wood är en ort och en civil parish i Eastleigh distrikt i Hampshire i England. Byn är belägen 10 km från Winchester. Civil parishen inrättades den 1 april 2021.